# Liste der Naturdenkmale in Münsterappel
Die Liste der Naturdenkmale in Münsterappel nennt die im Gemeindegebiet von Münsterappel ausgewiesenen Naturdenkmale (Stand 28. März 2024).

## Naturdenkmale
| Nr.         | Bezeichnung                                      | Lage                                             | Beschreibung                                | Bild                                    |
| ----------- | ------------------------------------------------ | ------------------------------------------------ | ------------------------------------------- | --------------------------------------- |
| ND-7333-049 | In der Fels                                      | südöstlich des Ortes; Abteilung In der Fels Lage | flächenhaftes Naturdenkmal, 0,3 ha          | Direkt Bild zu diesem Denkmal hochladen |
| ND-7333-096 | Rosskastanie in der Dorfmitte                    | Vordergasse, bei Nr. 2 Lage                      | Aesculus hippocastanum, um 1900 gepflanzt   | Direkt Bild zu diesem Denkmal hochladen |
| ND-7333-110 | Fünf Winterlinden an der protestantischen Kirche | Kirchgasse, bei Nr. 3 Lage                       | Tilia cordata, fünf Bäume; bis zu 20 m hoch | Fotos hochladen                         |
| ND-7333-111 | Luitpoldlinde                                    | Hintergasse, bei Nr. 17 Lage                     | Tilia cordata; 10 m hoch bei 2 m Umfang     | Direkt Bild zu diesem Denkmal hochladen |